# Jane Waller
Jane Waller, född 19 juni 1990, är en australisk bågskytt. Hon deltog vid olympiska sommarspelen 2008.